# BMW F10
F10 ist die werksinterne Bezeichnung der 5er-Reihe von BMW, die ab Januar 2010 produziert und ab März 2010 in Europa verkauft wurde. Er löste das seit Mitte 2003 produzierte Modell E60 ab.
Der Wagen ist 4 cm länger als sein Vorgänger, der Radstand ist 10 cm länger. Im Juli 2013 wurde die 5er-Reihe einer Modellpflege unterzogen.
Wie seine Vorgänger wurde der F10/11 im BMW-Werk Dingolfing produziert. Die Limousine als Langversion (F18) wurde für China in Shenyang hergestellt. Der Preis reichte in Deutschland von 41.000 € (520i) bis 113.000 € (M5 Competition).

## Modellgeschichte

### Allgemeines

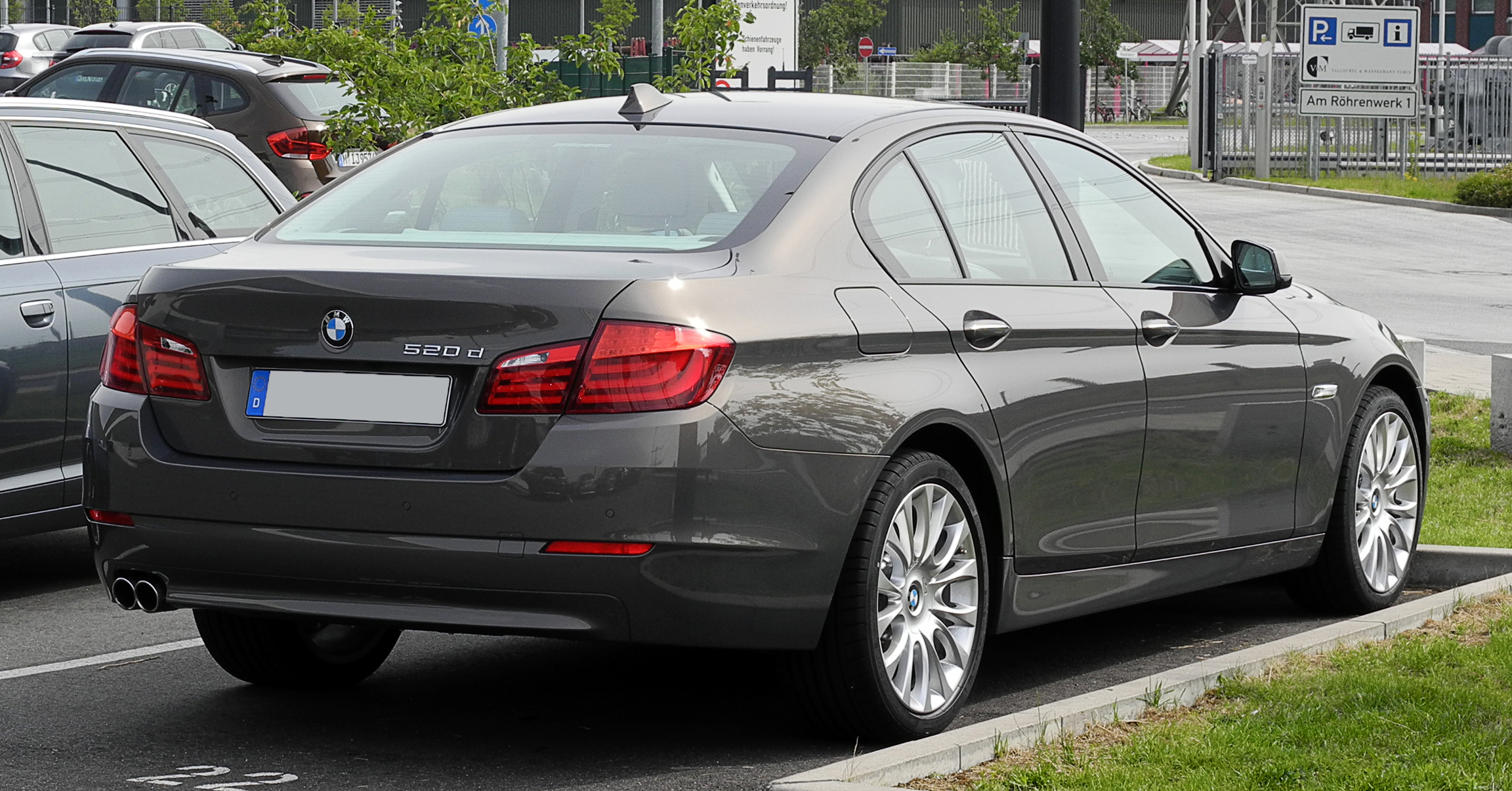
Heckansicht Limousine (F10)

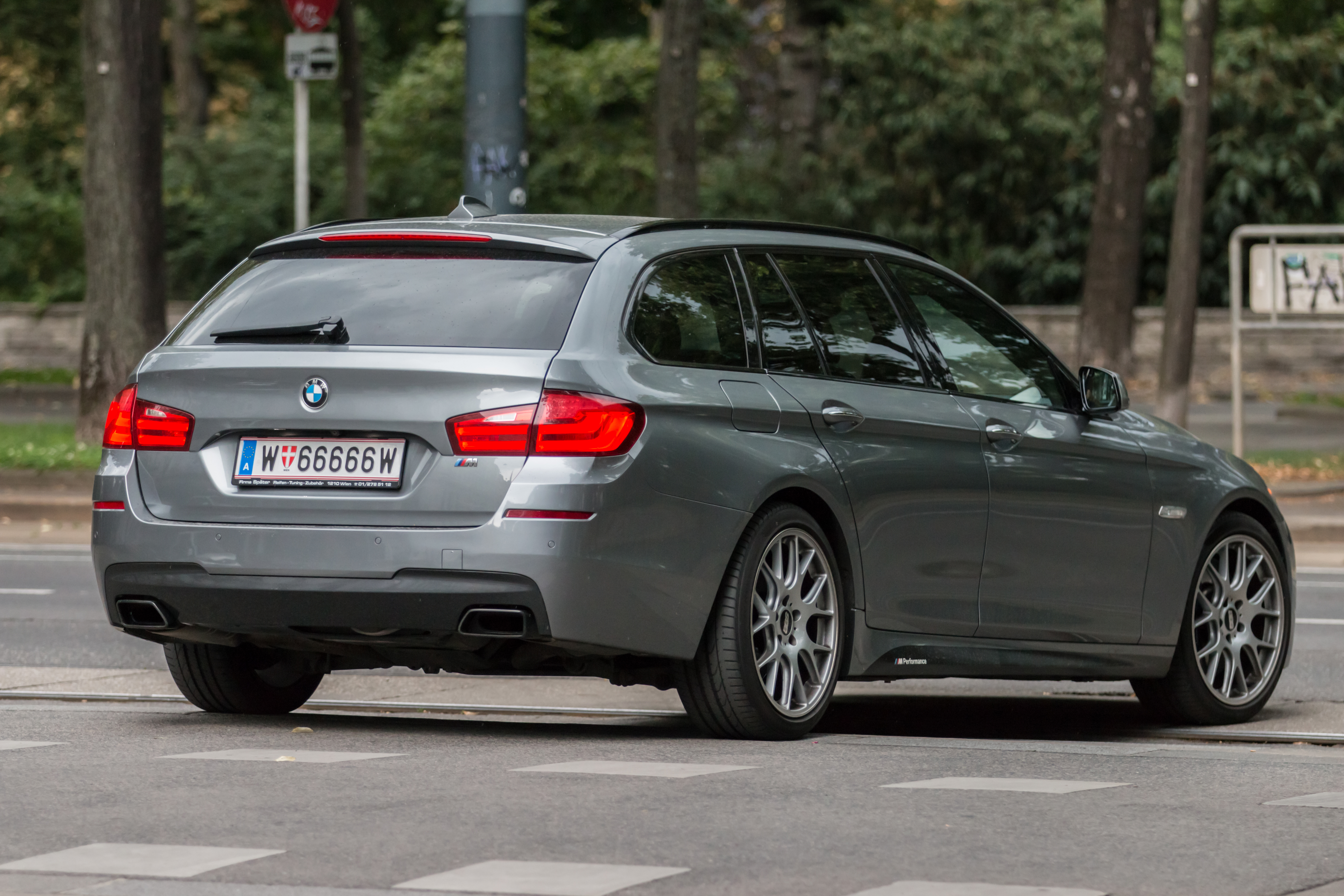
Heckansicht Touring (F11)

Das Fahrzeug wurde online am 23. November 2009 vorgestellt, der Presse einen Tag später im Forschungs- und Innovations-Zentrum (FIZ) von BMW und im Januar 2010 wurde die Produktion aufgenommen. Die formale Messepremiere der Stufenheckvariante fand auf dem Genfer Auto-Salon 2010 statt. Ab März 2010 wurde sie in Europa verkauft. Am 10. April 2010 wurde die Touring genannte Kombivariante unter der internen Baureihenbezeichnung F11 auf der AMI in Leipzig vorgestellt. Die Langversion F18 wurde erstmals auf der Auto China 2010 gezeigt. Auf der Internationalen Automobil-Ausstellung 2011 in Frankfurt fand formal die Publikumspremiere der fünften Generation des BMW M5 statt, zuvor wurde er am M Festival im Juli 2011 am Nürburgring vorgestellt.

### Modellpflege
Am 20. Juli 2013 kam eine überarbeitete Version des F10 auf den Markt, bei BMW LCI (Lifecycle Impulse) genannt; die formale Messepremiere fand auf der IAA 2013 statt.
Hierbei wurden erstmals die aus 1er und 3er bekannten BMW Lines eingeführt, namentlich die sogenannte Luxury Line und die Modern Line.
Diese schließen bestimmte Exterieurumfänge (beispielsweise Zierleisten oder Line-spezifische, größere Räder) sowie bestimmte Interieurumfänge (beispielsweise Hölzer oder Lederkombinationen in bestimmten Farben) mit ein.
Außerdem wurden gegen Aufpreis neue Voll-LED-Scheinwerfer eingeführt (mit Selective Beam Teilfernlicht), hingegen wurden die bis zur Modellpflege aufpreispflichtigen Xenon-Scheinwerfer wiederum serienmäßig.
Auch die Rückleuchten wurden dezent überarbeitet, wodurch bei Nacht die Lichtleisten stärker betont werden beziehungsweise dreidimensional wirken.
Einige Motoren wurden ebenfalls überarbeitet, so dass nun jede Variante die Euro-6-Norm erfüllt.
Deshalb entfielen der 530d mit Handschaltgetriebe sowie der 530i, neu eingeführt wurde beispielsweise der 520d xDrive.
Zusätzlich wurde als neue Einstiegsvariante der 518d eingeführt. Der 2,0-l-Dieselmotor leistet hier maximal 105 kW (143 PS).

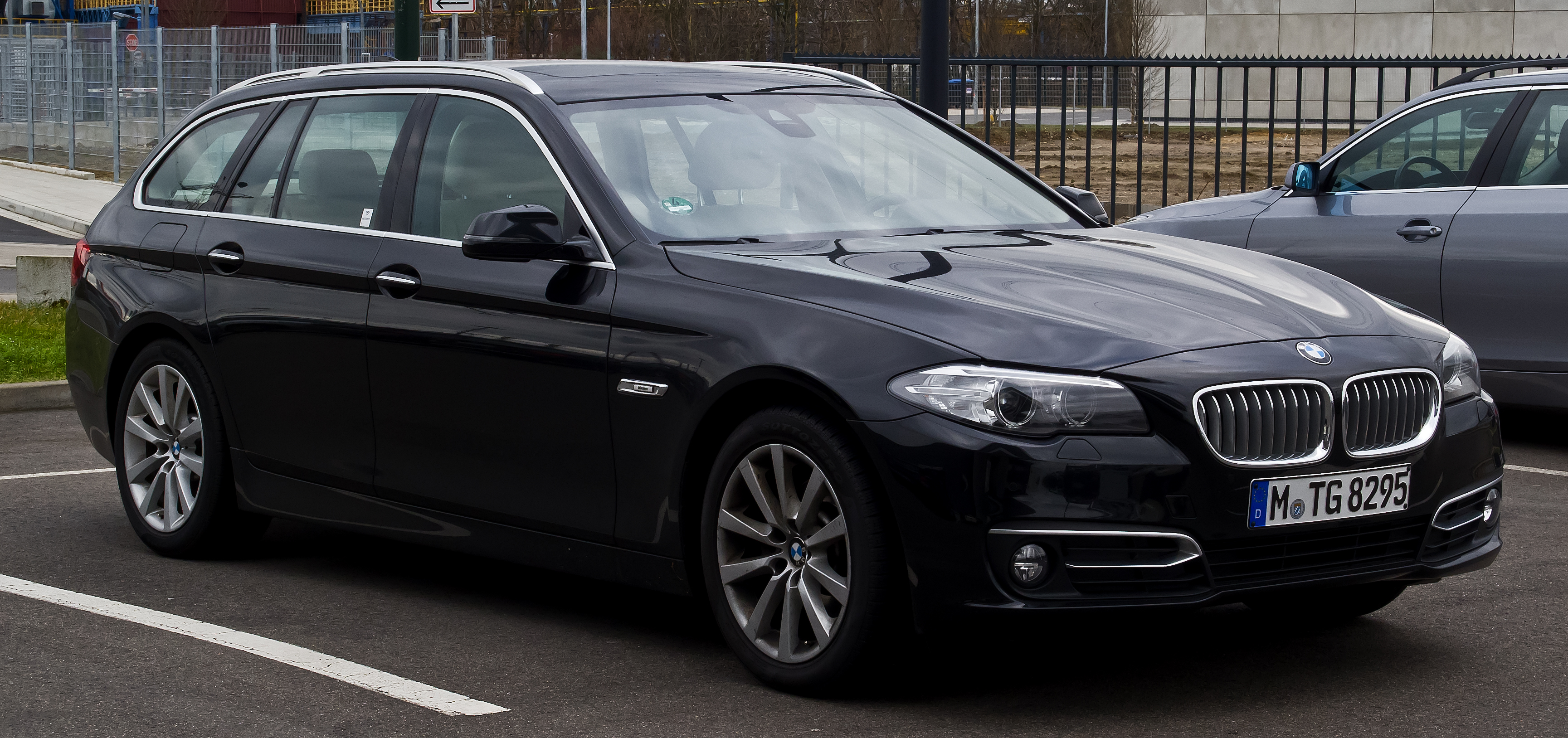
BMW 520i Touring (2013–2017)
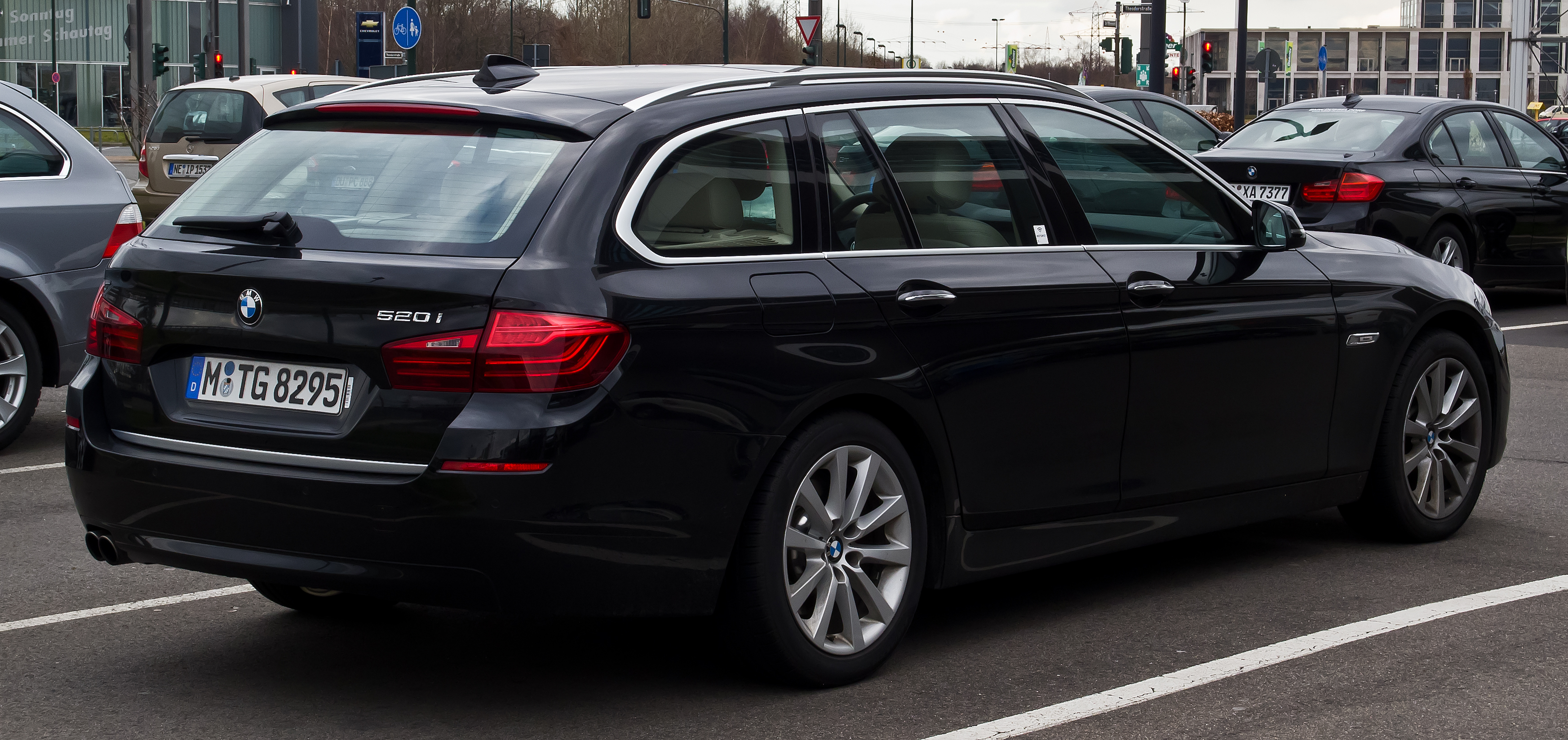
Heckansicht
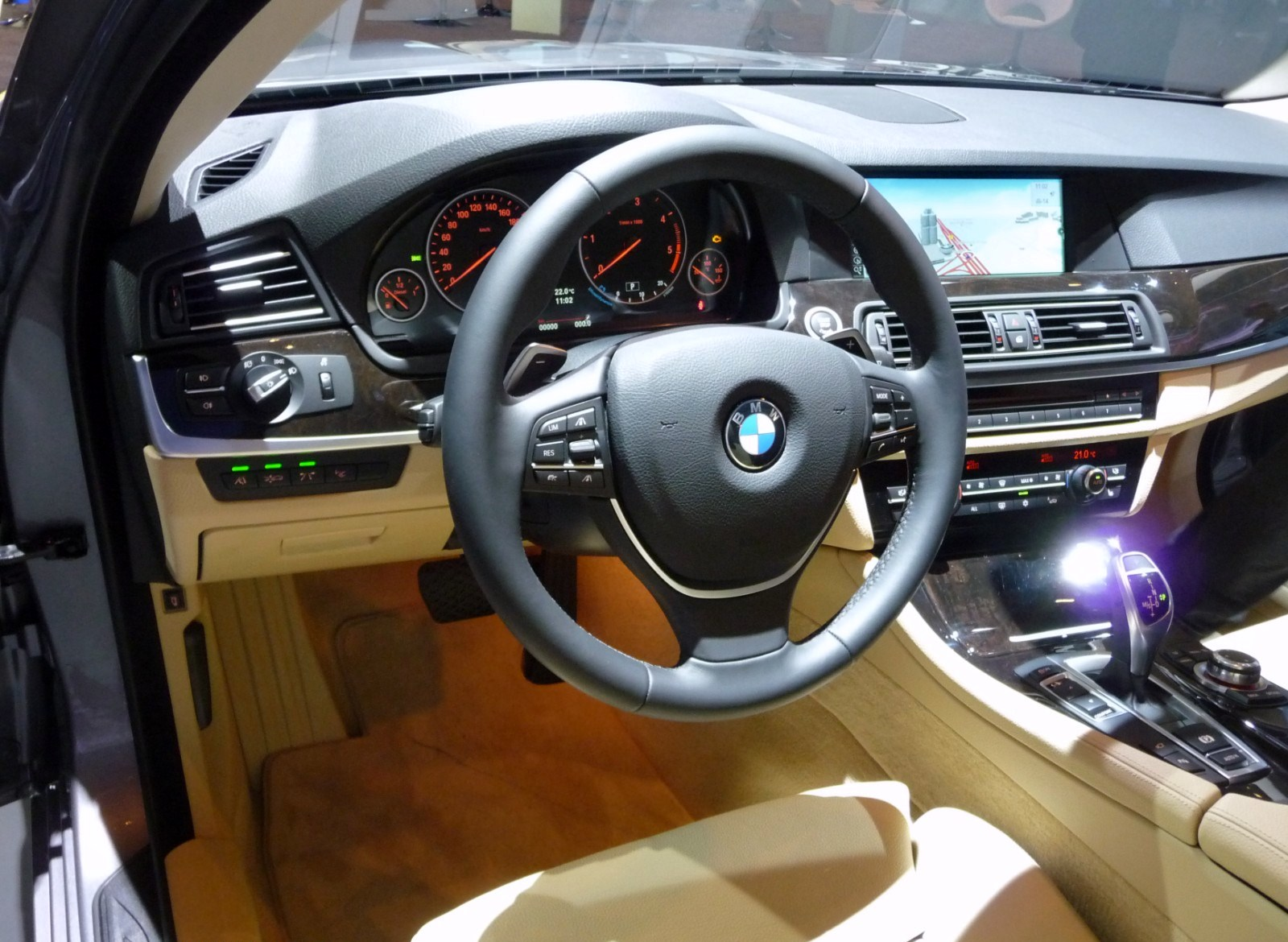
Interieur

### Ablösung
Nach über zwei Millionen Fahrzeugen dieser 5er-Generation im April 2016, – 334.642 waren Kombis F11, – wurde sie 2017 durch die Modelle G30/G31 sowie G38 ersetzt.

## Design
Der 5er ähnelt dem 7er (Baureihe F01/F02). Die Doppelniere sitzt steil in der abfallenden Front. Auch im Innenraum kommen Stilelemente des 7ers vor, wie die Anordnung des Navigationsbildschirms im zum Fahrer hin orientierten Cockpit.
Der Touring gleicht bis zur B-Säule der Limousine. Am unteren Ende der D-Säule befindet sich der BMW-typische Hofmeister-Knick.

## Ausstattung
- Das optionale Navigationssystem Professional hat (wie schon der F01 und der F07) ein 26 cm (10,2 Zoll) großes hochauflösendes Display.[16]
- Ab Modelljahr 2012 (Fertigungsmonat ab September 2011) wurde das BMW ConnectedDrive durch den neuen live Verkehrslagedienst BMW Real-Time-Traffic-Information (RTTI) erweitert. Voraussetzung ist die Sonderausstattung mit dem Navigationssystem Professional mit integrierter Handyvorbereitung Bluetooth.[17]
- Die Bi-Xenon-Doppelscheinwerfer enthalten ein Tagfahrlicht in Leuchtdioden-Technik sowie adaptives Kurvenlicht mit Lichtverteilung und Abbiegelicht.

Auch gibt es im 5er – teilweise gegen Aufpreis – mehrere Fahrerassistenzsysteme wie:
- Abstandsregeltempomat mit Stop-&-Go-Funktion (automatische Beschleunigung aus dem Stand und Abbremsen bis zum Stillstand) und Auffahrwarnung mit Anbremsfunktion
- Spurwechselassistent
- Spurhalteassistent
- Nachtsicht-Assistent mit Personenerkennung
- Head-up-Display
- Rückfahrkamera
- Surround View, Erfassung der Fahrbahnbereiche seitlich und hinter dem Fahrzeug (Top View und Rückfahrkamera) sowie Bereich rechts und links von der Fahrzeugfront (Side View) mit Kameras, und Anzeige im Display, die Kameras sitzen in Außenspiegeln, Kofferraumklappe und im Stoßfänger seitlich vorn
- Parkassistent, unterstützt Einparken parallel zur Fahrtrichtung.

Serienmäßige Fahrerassistenzsysteme sind jedoch zum Beispiel bereits eine Geschwindigkeitsregelung mit Bremsfunktion oder schlüsselloser Motorstart für alle Motorisierungen.
Da der F10 technisch auf der Plattform des F01 basiert, finden sich viele, teilweise kostenpflichtige, Ausstattungsmerkmale von diesem im F10 wieder, die der Vorgänger E60 nicht bot, darunter:
- Black-Panel-Display in Kombiinstrument/Radio/Klimabedienteil
- Elektromechanische Parkbremse
- Fahrdynamik-Control mit den Programmen Comfort, Ecopro, Sport und Sport+
- Speed Limit Info, ein Verkehrszeichenerkennungssystem. Hierfür prüft eine Kamera Straßenschilder mit Geschwindigkeitsbeschränkungen. Diese werden im Tachometer sowie im Head-Up-Display angezeigt. Ab Modelljahr 2013 auch mit Erkennung und Anzeige von Überholverbotsschildern.

- Spurwechselassistent
- Automatische Heckklappenbetätigung
- Integral-Aktivlenkung
- Adaptive Drive

### Kofferraum
Der Gepäckraum der Limousine (F10) fasst 520 Liter. Der Gepäckraum des Kombi (F11) fasst 560 bis 1670 Liter. Die Fondsitzlehne des F11 ist im Verhältnis 40 : 20 : 40 teilbar, ihre Neigung kann in sieben Stufen um jeweils bis zu elf Grad verstellt werden (Sonderausstattung). Die Lehne lässt sich mithilfe zweier Bedienhebel im Gepäckraum umklappen. Die Laderaumabdeckung senkt sich beim Schließen der Heckklappe automatisch ab. Die separat zu öffnende Heckscheibe schwingt auf Tastendruck selbsttätig nach oben. Die Heckklappe kann per Fernbedienung geöffnet (Serie) und geschlossen (Sonderausstattung) werden. Im Herbst 2011 ist eine Einrichtung zum berührungslosen Öffnen des Kofferraums eingeführt worden. Sensoren unterhalb des Stoßfängers erfassen die Fußbewegungen und öffnen oder schließen daraufhin automatisch die Klappe.

## Technik

### Motoren
Zum Verkaufsstart waren sechs Motoren verfügbar (vier Otto- und zwei Dieselmotoren). Im dritten Quartal 2010 folgte ein Vierzylinder-Dieselmotor, der maximal 135 kW (184 PS) leistet und 132 g/km CO2 ausstößt. Die Ottomotoren haben die Kraftstoffdirekteinspritzung (High Precision Injection), während die 523i- und 528i-Versionen zusätzlich im weiterentwickelten Magerbetrieb laufen können.
Im Touring waren zur Markteinführung zunächst nur zwei Reihensechszylinder-Ottomotoren sowie ein Sechszylinder- und ein Vierzylinder-Dieselmotor verfügbar. Im Dezember 2010 wurde der Touring dann mit vier Diesel- (520d, 525d, 530d und 535d) sowie drei Ottovarianten (523i, 528i und 535i) angeboten.
Zum Modelljahr 2012 entfielen die bisherigen Motorvarianten 523i und 528i. Stattdessen wurde der 520i, der 528i als Vierzylinder sowie der 530i eingeführt. Alle Dieselmotoren mit Ausnahme des 520d wurden überarbeitet, der 525d war nun ein doppelt aufgeladener Vierzylindermotor. Ebenfalls wurde mit dem 520d Efficient-Dynamics Edition eine sparsame Variante des 520d eingeführt. Sie hat eine längere Hinterachsübersetzung, rollwiderstandsarme Reifen und einen verringerten Luftwiderstand, wodurch nur 119 g CO2 pro km ausgestoßen werden. Bei der Standard-Variante des 520d wurde 2014 die nächste Dieselmotorengeneration vom Typ BMW B47 eingesetzt.
Gegen Mitte 2011 wurde der neue BMW M5 in seiner fünften Generation vorgestellt. Seit dem ersten M5 hat sich die maximale Motorleistung von damals 210 kW (286 PS) auf 412 kW (560 PS) fast verdoppelt. Auch das maximale Drehmoment ist von 340 auf jetzt 680 Newtonmeter um genau 100 Prozent gestiegen. Der neue M5-Motor war ein Biturbo-V8-Motor mit 4,4 Liter Hubraum und somit der erste Motor der M-GmbH, der nicht mehr als Saugmotor ausgeführt war. Ab September 2013 war auch eine Competition-Version des M5 erhältlich, bei der die maximale Leistung um 11 kW (15 PS) auf somit 423 kW (575 PS) bei gleichbleibendem maximalen Drehmoment angehoben wurde.

### Umwelt
Unter dem Marketingbegriff BMW EfficientDynamics ist ein Paket von verschiedenen technischen Maßnahmen, die den Kraftstoffverbrauch senken sollen, zusammengefasst. Das wahlweise lieferbare 8-Gang-Automatikgetriebe soll den Kraftstoffverbrauch gegenüber einem herkömmlichen 6-Gang-Automatikgetriebe um bis zu sechs Prozent senken. Eine Start-Stopp-Funktion war zunächst nur beim 520d mit Schaltgetriebe sowie beim 530d xDrive mit Automatikgetriebe serienmäßig. Ab dem Modelljahr 2011/2012 haben sämtliche Modelle (mit Ausnahme des 528i xDrive, des 550i und des 550i xDrive) sowohl mit Schalt- als auch mit Automatikgetriebe serienmäßig eine Start-Stopp-Funktion. Alle Motoren erfüllen die Abgasnorm Euro 5. Bei den Dieselmodellen wurden Dieselrußpartikelfilter eingebaut. Der 530d konnte gegen Aufpreis mit einem Speicherkatalysator zur Verringerung der Stickoxide ausgestattet werden, mit dem die Abgasnorm Euro 6 erfüllt wird. Jedoch stieg das Leergewicht des Autos um rund 180 Kilogramm an.

### Sicherheit

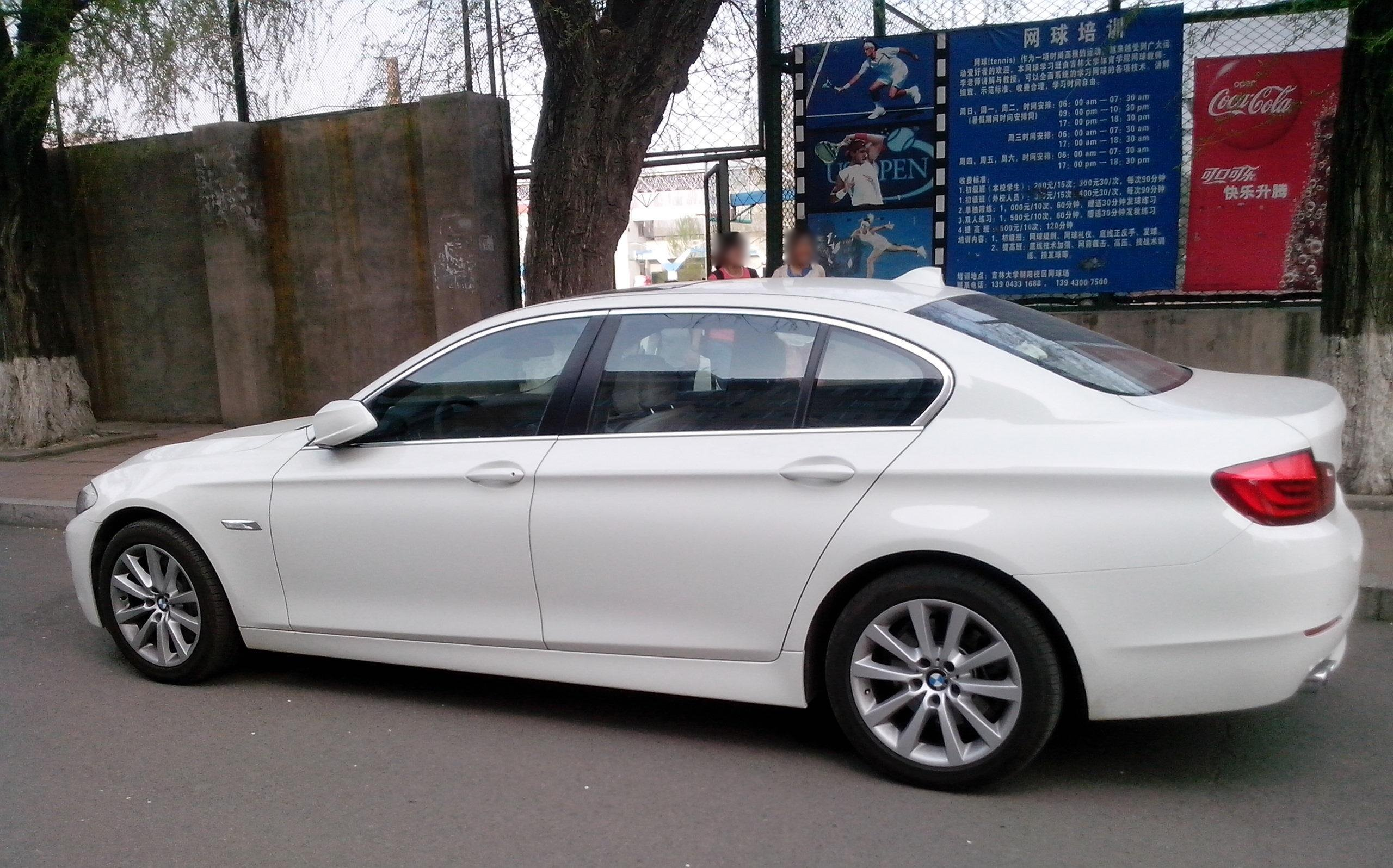
F18 mit langem Radstand

Der F10 hat eine steifere Karosserie als sein Vorgänger, wobei höher- und höchstfeste Stähle verwendet wurden und der Einsatz von Aluminium nicht mehr nur auf den Vorderwagen beschränkt war, Front- und Seitenairbags, seitliche Vorhang-Kopfairbags sowie aktive Kopfstützen für Fahrer und Beifahrer.  Eine Reifen-Pannen-Anzeige gehört ebenso zum Serienumfang wie die für den Fußgängerschutz optimierte aktive Motorhaube, die bei einem Unfall im vorderen Bereich um 30 und im hinteren um 50 Millimeter angehoben wird. Zur Serienausstattung gehören außerdem Tagfahrlicht, Xenonscheinwerfer (ab 2013) und ein adaptives Bremslicht. Auch eine erweiterte Notruffunktion mit automatischer Ortung über Connected Drive steht zur Verfügung.
Kindersitze lassen sich an der Rückbank aufgrund der Sitzflächenform nur auf den Außensitzen sicher befestigen. Dort sind auch Isofix-Halterungen vorhanden. Für den Beifahrersitz kann der Airbag abgeschaltet werden, so dass dort bei abgeschaltetem Airbag auch rückwärts gerichtete Babyschalen-Sitze befestigt werden dürfen.
Beim 2010 durchgeführten Euro-NCAP-Crashtest wurde das Fahrzeug mit fünf Sternen bewertet, beim im selben Jahr durchgeführten US-NCAP-Crashtest wurden ebenso viele Sterne vergeben.

### Achtgang-Automatikgetriebe Steptronic
Auf Wunsch überträgt ein 8-Gang-Automatikgetriebe die Leistung. Durch die hohe Spreizung der Gänge wurden das Drehzahlniveau und der Innengeräuschpegel bei hohen Geschwindigkeiten abgesenkt. Trotz der Erhöhung von sechs auf acht Gänge des ZF-8HP-Automatikgetriebes konnte auf zusätzliche Bauteile verzichtet werden. Gewicht und Abmessungen stiegen im Vergleich zum ZF-6HP-Automatikgetriebe nur leicht an. Das 8-Gang-Automatikgetriebe kann zusätzlich Gänge überspringen, es kann also bei entsprechender Fahrsituation vom achten in den zweiten Gang schalten und muss dabei nur eine Kupplung öffnen. Das Getriebe wird von ZF Friedrichshafen hergestellt.

### Doppelquerlenker-Vorderachse
Der F10 hat anders als sein Vorgänger keine MacPherson-Vorderachse, sondern eine aus Aluminium gefertigte Radaufhängung an Doppelquerlenkern. Bei dieser sind Radführung und -dämpfung voneinander getrennt und garantieren so einen von Querkräften unbeeinflussten Federungskomfort. Des Weiteren verbessert die neue Vorderachskinematik den Kontakt zwischen Reifen und Straße, was der Wendigkeit zuträglich ist.

### Allradlenkung
Die Allradlenkung („Integral-Aktivlenkung“ genannt), die im 7er (F01) eingebaut wird, gibt es auch im F10. Mit ihrer Hilfe wird das Fahrverhalten einerseits agiler und andererseits sicherer. Bei geringen Geschwindigkeiten schlägt die Allradlenkung beim Einlenken die Räder der Hinterachse entgegengesetzt zur Vorderachse um maximal 2,5° ein. Dadurch verringert sich der Wendekreis und das Fahrzeug lässt sich handlicher bewegen, auch beim Rangieren unter engen Platzverhältnissen (etwa im Parkhaus) hat das System Vorteile. Bei höheren Geschwindigkeiten ab 50 km/h werden die Hinterräder und Vorderräder gleichsinnig eingeschlagen und ermöglichen so einen stabileren und sicheren Spurwechsel. Im F10 wird eine elektromechanische Servolenkung eingesetzt.

## Concept 5 Series ActiveHybrid
Auf dem Internationalen Automobilsalon 2010 in Genf hat BMW ein Konzept eines Hybridantriebs im 5er präsentiert. Gegenüber dem 535i mit dem gleichen Reihensechszylinder-Ottomotor sollen die Verbrauchswerte um bis zu 10 % reduziert werden. Der Elektroantrieb ist zwischen dem Reihensechszylinder und dem Automatikgetriebe eingebaut und leistet 40 kW. Der Elektromotor ist über eine automatische Kupplung mit dem Verbrennungsmotor verbunden. Auch ein rein elektrisches Fahren ist möglich.

## Langversion (F18)

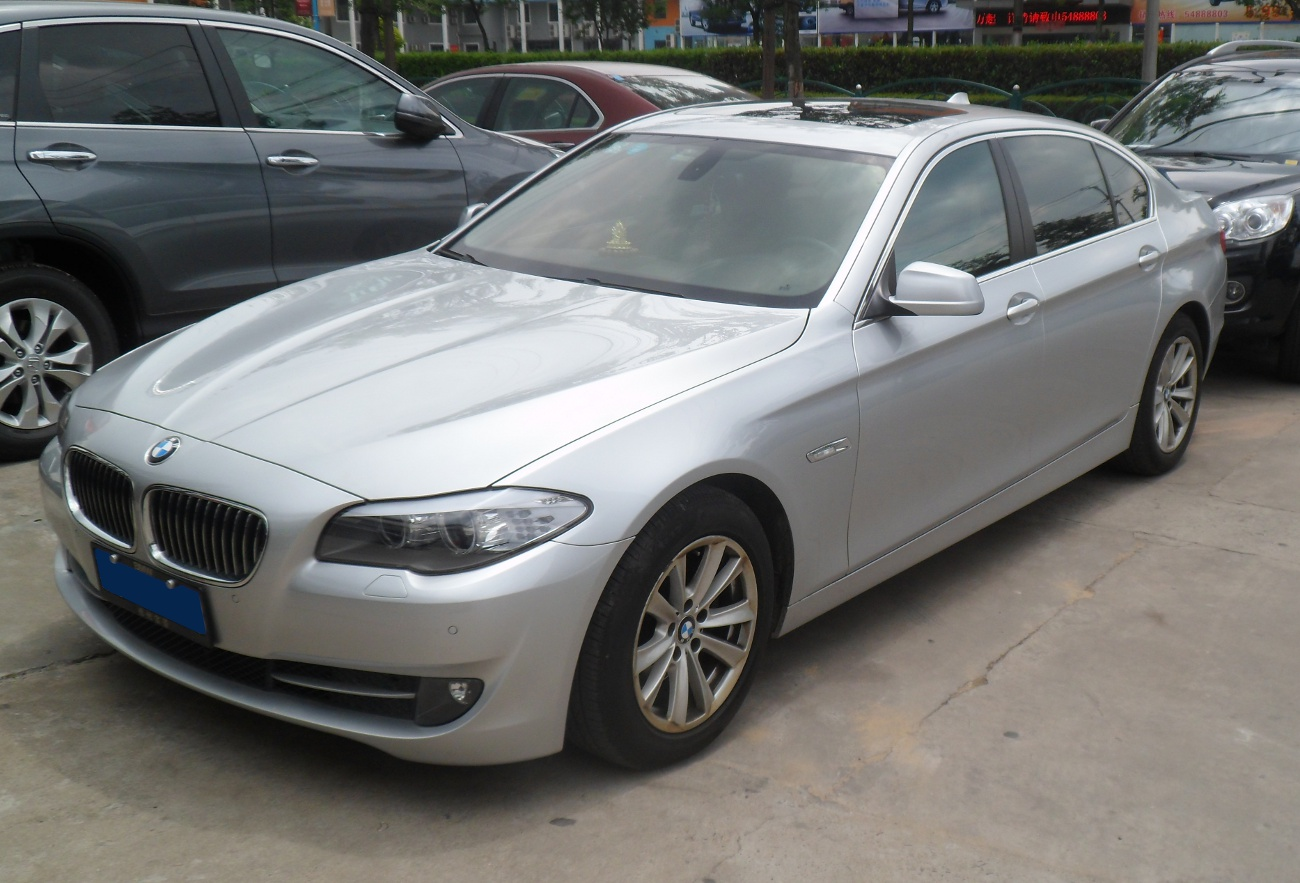
BMW F18 Li

Ausschließlich für den chinesischen Automobilmarkt wurde eine Langversion der 5er-Limousine (F18) entwickelt und im Joint Venture mit Brilliance im Werk in Shenyang gebaut. Dabei wurde der Radstand um 14 cm verlängert. Im Fond sind Komfortsitze eingebaut. Zudem sind einige zusätzliche Ausstattungen verfügbar. Die Langversion wird mit Vierzylindermotor als 520Li, 523Li, 525Li und 528Li angeboten. In den Versionen 530Li und 535Li kommen Sechszylindermotoren zum Einsatz.

### 530 Le

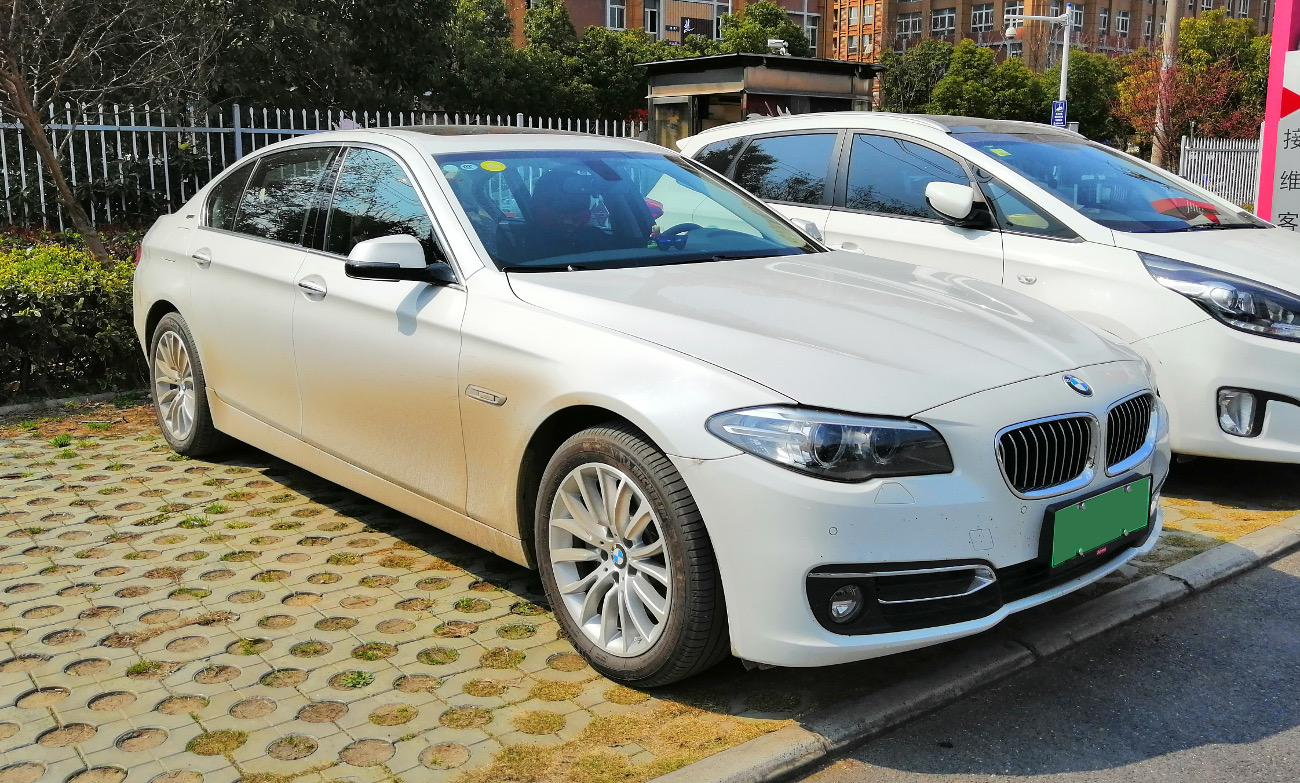
BMW F18 Le

In China war ab 2015 eine Plug-in-Hybrid-Version verfügbar (Langversion). Der Wagen hat eine Systemleistung von rund 200 kW (272 PS), eine rein elektrische Reichweite von 58 km und einen kombinierten Verbrauch von 2,1 l/100 km.

## Vinfast

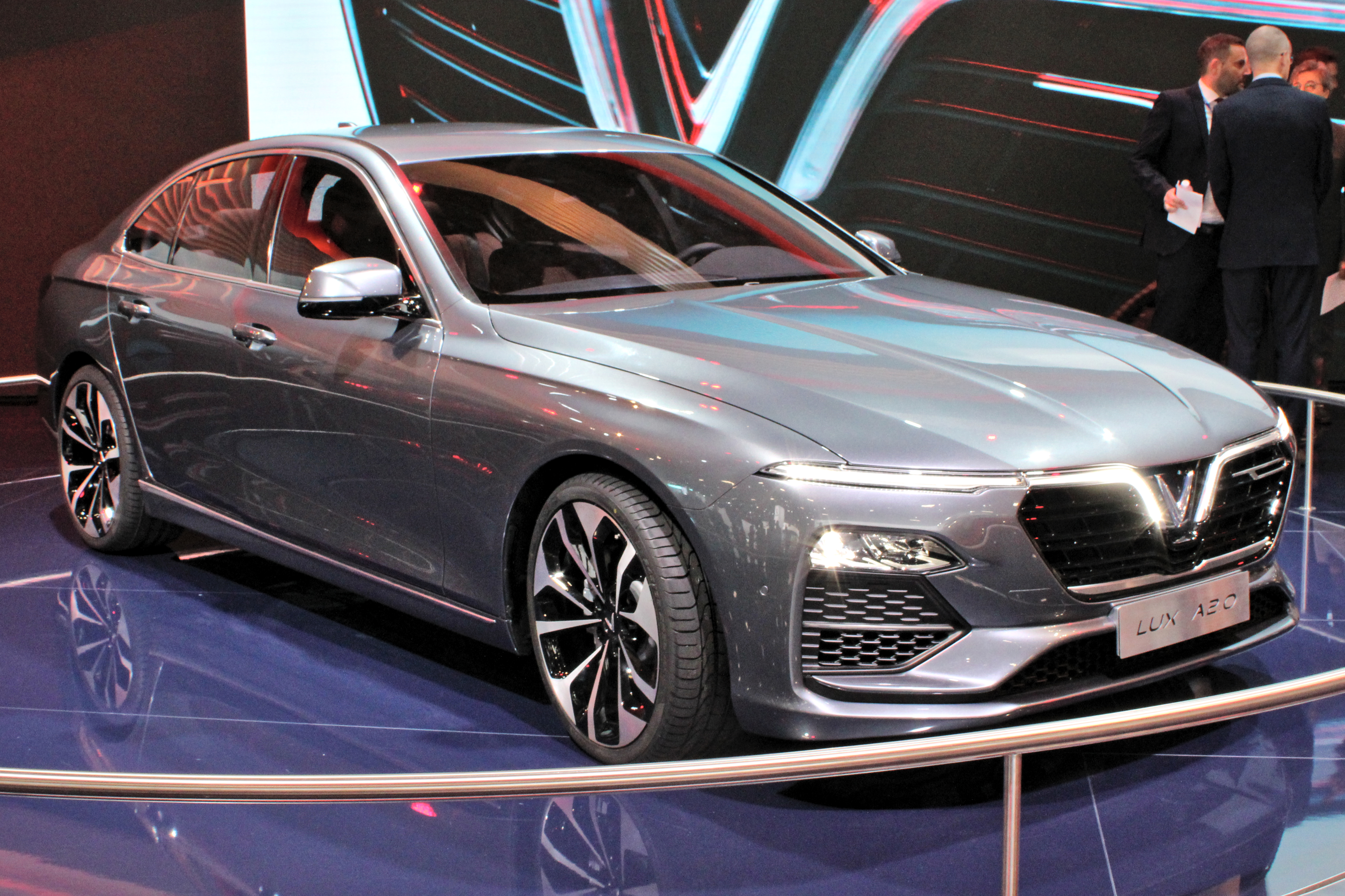
Vinfast Lux A 2.0 auf Basis des BMW F10

Der auf der Mondial Paris Motorshow 2018 vorgestellte Lux A 2.0 der vietnamesischen Marke Vinfast basiert auf dem BMW F10.

## Technische Daten

### Ottomotoren
|                                                                 | 520i                                                 | 523i                                                 | 528i / 528i xDrive                                   | 528i                                                 | 530i                                                 | 535i / 535i xDrive                                   | 550i / 550i xDrive                                   | 550i / 550i xDrive          | M5                                                         | M5 Competition                                             | M5 „30 Jahre M5“               |
| --------------------------------------------------------------- | ---------------------------------------------------- | ---------------------------------------------------- | ---------------------------------------------------- | ---------------------------------------------------- | ---------------------------------------------------- | ---------------------------------------------------- | ---------------------------------------------------- | --------------------------- | ---------------------------------------------------------- | ---------------------------------------------------------- | ------------------------------ |
| Bauzeitraum                                                     | 09/2011–01/2012                                      | 01/2010–09/2011                                      | 09/2011–01/2017                                      | 01/2010–09/2011                                      | 09/2011–07/2013                                      | 01/2010–01/2017                                      | 01/2010–07/2013                                      | 07/2013–01/2017             | 09/2011–01/2017                                            | 09/2013–01/2017                                            | 05/2014–12/2016                |
| Motortyp                                                        | N20B20                                               | N53B30                                               | N20B20                                               | N53B30                                               | N53B30                                               | N55B30                                               | N63B44                                               | N63B44TÜ                    | S63B44TÜ                                                   | S63B44TÜ                                                   | S63B44TÜ                       |
| Motorart                                                        | Ottomotor                                            | Ottomotor                                            | Ottomotor                                            | Ottomotor                                            | Ottomotor                                            | Ottomotor                                            | Ottomotor                                            | Ottomotor                   | Ottomotor                                                  | Ottomotor                                                  | Ottomotor                      |
| Motorbauart                                                     | R4                                                   | R6                                                   | R4                                                   | R6                                                   | R6                                                   | R6                                                   | V8                                                   | V8                          | V8                                                         | V8                                                         | V8                             |
| Motoraufladung                                                  | Twin-Scroll-Turbolader (1)                           | –                                                    | Twin-Scroll-Turbolader (1)                           | –                                                    | –                                                    | Twin-Scroll-Turbolader (1)                           | Biturbo-Aufladung (2)                                | Biturbo-Aufladung (2)       | Biturbo-Aufladung (2)                                      | Biturbo-Aufladung (2)                                      | Biturbo-Aufladung (2)          |
| Gemischaufbereitung                                             | Direkteinspritzung                                   | Direkteinspritzung                                   | Direkteinspritzung                                   | Direkteinspritzung                                   | Direkteinspritzung                                   | Direkteinspritzung                                   | Direkteinspritzung                                   | Direkteinspritzung          | Direkteinspritzung                                         | Direkteinspritzung                                         | Direkteinspritzung             |
| variable Ventilsteuerung                                        | Valvetronic                                          |                                                      | Valvetronic                                          |                                                      |                                                      | Valvetronic                                          |                                                      | Valvetronic                 | Valvetronic                                                | Valvetronic                                                | Valvetronic                    |
| Hubraum                                                         | 1997 cm³                                             | 2996 cm³                                             | 1997 cm³                                             | 2996 cm³                                             | 2996 cm³                                             | 2979 cm³                                             | 4395 cm³                                             | 4395 cm³                    | 4395 cm³                                                   | 4395 cm³                                                   | 4395 cm³                       |
| max. Leistung bei 1/min                                         | 135 kW (184 PS) / 5000–6250                          | 150 kW (204 PS) / 6100                               | 180 kW (245 PS) / 5000–6500                          | 190 kW (258 PS) / 6600                               | 200 kW (272 PS) / 6100                               | 225 kW (306 PS) / 5800–6400 (3)                      | 300 kW (408 PS) / 5500–6400                          | 330 kW (450 PS) / 5500–6000 | 412 kW (560 PS) / 6000–7000                                | 423 kW (575 PS) / 6000–7000                                | 441 kW (600 PS) / 6000–7000    |
| max. Drehmoment                                                 | 270 Nm bei 1250–4500/min                             | 270 Nm bei 1500–4250/min                             | 350 Nm bei 1250–4800/min                             | 310 Nm bei 2600–5000/min                             | 310 Nm bei 1600–4250/min                             | 400 Nm bei 1200–5000/min                             | 600 Nm bei 1750–4500/min                             | 650 Nm bei 2000–4500/min    | 680 Nm bei 1500–5750/min                                   | 680 Nm bei 1500–6000/min                                   | 700 Nm bei 1500–6000/min       |
| Getriebe, serienmäßig                                           | 6-Gang-Schaltgetriebe / 8-Gang-Automatikgetriebe (4) | 6-Gang-Schaltgetriebe / 8-Gang-Automatikgetriebe (4) | 6-Gang-Schaltgetriebe / 8-Gang-Automatikgetriebe (4) | 6-Gang-Schaltgetriebe / 8-Gang-Automatikgetriebe (4) | 6-Gang-Schaltgetriebe / 8-Gang-Automatikgetriebe (4) | 6-Gang-Schaltgetriebe / 8-Gang-Automatikgetriebe (4) | 8-Gang-Automatikgetriebe / 6-Gang-Schaltgetriebe (5) | 8-Gang-Automatikgetriebe    | 7-Gang-Doppelkupplungsgetriebe / 6-Gang-Schaltgetriebe (6) | 7-Gang-Doppelkupplungsgetriebe / 6-Gang-Schaltgetriebe (6) | 7-Gang-Doppelkupplungsgetriebe |
| Getriebe, optional                                              | 8-Gang-Automatikgetriebe                             | 8-Gang-Automatikgetriebe                             | 8-Gang-Automatikgetriebe                             | 8-Gang-Automatikgetriebe                             | 8-Gang-Automatikgetriebe                             | 8-Gang-Automatikgetriebe                             | –                                                    | –                           | –                                                          | –                                                          | –                              |
| Antrieb, serienmäßig                                            | Hinterradantrieb                                     | Hinterradantrieb                                     | Hinterradantrieb                                     | Hinterradantrieb                                     | Hinterradantrieb                                     | Hinterradantrieb                                     | Hinterradantrieb                                     | Hinterradantrieb            | Hinterradantrieb                                           | Hinterradantrieb                                           | Hinterradantrieb               |
| Antrieb, optional                                               | –                                                    | –                                                    | Allradantrieb                                        | –                                                    | –                                                    | Allradantrieb                                        | Allradantrieb                                        | Allradantrieb               | –                                                          | –                                                          | –                              |
| Beschleunigung, 0 bis 100 km/h in s                             | 7,9 [8,3]                                            | 7,9 [8,2]                                            | 6,2 [6,4]                                            | 6,6 [6,9]                                            | 6,5 [6,7]                                            | 5,8                                                  | 5,0 [5,1]                                            | 4,6 [4,7]                   | 4,3 {12,9}                                                 | 4,2 {12,7}                                                 | 3,9 s                          |
| Höchstgeschwindigkeit, km/h                                     | 227 [220]                                            | 238 [231]                                            | 250 [244]                                            | 250 [247]                                            | 250 (7)                                              | 250 (7)                                              | 250 (7)                                              | 250 (7)                     | 250 (7)                                                    | 250 (7)                                                    | 250 (7)                        |
| Kraftstoffverbrauch nach EWG-Richtlinie, kombiniert in l/100 km | 6,8 [7,0]                                            | 7,6 [7,9]                                            | 6,8 [7,1]                                            | 7,8 [8,0]                                            | 7,6 [7,9]                                            | 8,1 [8,2]                                            | 10,4 [10,7]                                          | 8,6 [8,8]                   | 9,9                                                        | 9,9                                                        | 9,9                            |
| CO2-Emission, kombiniert in g/km                                | 157 [163]                                            | 177 [185]                                            | 159 [165]                                            | 178 [188]                                            | 177 [183]                                            | 188 [190]                                            | 243 [249]                                            | 206 [213]                   | 232                                                        | 232                                                        | 232                            |
| Abgasnorm nach EU-Klassifikation                                | Euro 5 / Euro 6 (8)                                  | Euro 5 / Euro 6 (8)                                  | Euro 5 / Euro 6 (8)                                  | Euro 5 / Euro 6 (8)                                  | Euro 5 / Euro 6 (8)                                  | Euro 5 / Euro 6 (8)                                  | Euro 5 / Euro 6 (8)                                  | Euro 6                      | Euro 6                                                     | Euro 6                                                     | Euro 6                         |

* Werte in eckigen Klammern [ ] gelten für den Touring,
in geschweiften Klammern { } von 0–200 km/h.

### Hybrid
|                                                                 | Active Hybrid 5                   |
| --------------------------------------------------------------- | --------------------------------- |
| Bauzeit                                                         | 09/2011–01/2017                   |
| Motortyp                                                        | N55B30                            |
| Motorart                                                        | Ottomotor + Elektromotor          |
| Motorbauart                                                     | R6 + E-Motor                      |
| Motoraufladung                                                  | Turbolader                        |
| Gemischaufbereitung                                             | Direkteinspritzung                |
| variable Ventilsteuerung                                        | Valvetronic                       |
| Hubraum                                                         | 2979 cm³                          |
| Systemleistung                                                  | 250 kW (340 PS) bei 5800–6000/min |
| max. Drehmoment                                                 | 450 Nm bei 1200–5000/min          |
| max. Leistung Verbrennungsmotor                                 | 225 kW (306 PS) bei 5800–6000/min |
| max. Drehmoment Verbrennungsmotor                               | 400 Nm bei 1200–5000/min          |
| Leistung E-Motor                                                | 40 kW (54 PS)                     |
| Drehmoment E-Motor                                              | 210 Nm                            |
| Getriebe, serienmäßig                                           | 8-Gang-Automatikgetriebe          |
| Antrieb, serienmäßig                                            | Hinterradantrieb                  |
| Antrieb, optional                                               | —                                 |
| Beschleunigung, 0 bis 100 km/h in s                             | 5,9                               |
| Höchstgeschwindigkeit, km/h                                     | 250 (1)                           |
| Kraftstoffverbrauch nach EWG-Richtlinie, kombiniert in l/100 km | 6,4–7,0                           |
| CO2-Emission, kombiniert in g/km                                | 149–163                           |
| Abgasnorm nach EU-Klassifikation                                | Euro 5                            |

### Dieselmotoren

#### Vierzylindermodelle
|                                                                 | 518d                                                                  | 518d                                                                  | 520d Efficient-Dynamics Edition (1)                                   | 520d / 520d xDrive                                                    | 520d / 520d xDrive                                                    | 525d / 525d xDrive                                                    |
| --------------------------------------------------------------- | --------------------------------------------------------------------- | --------------------------------------------------------------------- | --------------------------------------------------------------------- | --------------------------------------------------------------------- | --------------------------------------------------------------------- | --------------------------------------------------------------------- |
| Bauzeitraum                                                     | 07/2013–07/2014                                                       | 07/2014–01/2017                                                       | 09/2011–01/2017                                                       | 03/2010–06/2014                                                       | 07/2014–01/2017                                                       | 09/2011–01/2017                                                       |
| Motortyp                                                        | N47D20                                                                | B47D20                                                                | N47D20                                                                | N47D20                                                                | B47D20                                                                | N47D20                                                                |
| Motorart                                                        | Dieselmotor                                                           | Dieselmotor                                                           | Dieselmotor                                                           | Dieselmotor                                                           | Dieselmotor                                                           | Dieselmotor                                                           |
| Motorbauart                                                     | R4                                                                    | R4                                                                    | R4                                                                    | R4                                                                    | R4                                                                    | R4                                                                    |
| Motoraufladung                                                  | Turbolader mit variabler Turbinengeometrie                            | Turbolader mit variabler Turbinengeometrie                            | Turbolader mit variabler Turbinengeometrie                            | Turbolader mit variabler Turbinengeometrie                            | Turbolader mit variabler Turbinengeometrie                            | zwei Turbolader                                                       |
| Gemischaufbereitung                                             | Common-Rail-Direkteinspritzung                                        | Common-Rail-Direkteinspritzung                                        | Common-Rail-Direkteinspritzung                                        | Common-Rail-Direkteinspritzung                                        | Common-Rail-Direkteinspritzung                                        | Common-Rail-Direkteinspritzung                                        |
| Hubraum                                                         | 1995 cm³                                                              | 1995 cm³                                                              | 1995 cm³                                                              | 1995 cm³                                                              | 1995 cm³                                                              | 1995 cm³                                                              |
| max. Leistung bei 1/min                                         | 105 kW (143 PS) / 4000                                                | 110 kW (150 PS) / 4000                                                | 135 kW (184 PS) / 4000                                                | 135 kW (184 PS) / 4000                                                | 140 kW (190 PS) / 4000                                                | 160 kW (218 PS) / 4400                                                |
| max. Drehmoment                                                 | 360 Nm bei 1750–2500/min                                              | 360 Nm bei 1750–2500/min                                              | 380 Nm bei 1750–2750/min                                              | 380 Nm bei 1750–2750/min                                              | 400 Nm bei 1750–2500/min                                              | 450 Nm bei 1500–2500/min                                              |
| Getriebe, serienmäßig                                           | 6-Gang-Schaltgetriebe / 8-Gang-Wandler-Automatikgetriebe ZF 8HP45 (2) | 6-Gang-Schaltgetriebe / 8-Gang-Wandler-Automatikgetriebe ZF 8HP45 (2) | 6-Gang-Schaltgetriebe / 8-Gang-Wandler-Automatikgetriebe ZF 8HP45 (2) | 6-Gang-Schaltgetriebe / 8-Gang-Wandler-Automatikgetriebe ZF 8HP45 (2) | 6-Gang-Schaltgetriebe / 8-Gang-Wandler-Automatikgetriebe ZF 8HP45 (2) | 6-Gang-Schaltgetriebe / 8-Gang-Wandler-Automatikgetriebe ZF 8HP45 (2) |
| Getriebe, optional                                              | 8-Gang-Automatikgetriebe                                              | 8-Gang-Automatikgetriebe                                              | 8-Gang-Automatikgetriebe                                              | 8-Gang-Automatikgetriebe                                              | 8-Gang-Automatikgetriebe                                              | 8-Gang-Automatikgetriebe                                              |
| Antrieb, serienmäßig                                            | Hinterradantrieb                                                      | Hinterradantrieb                                                      | Hinterradantrieb                                                      | Hinterradantrieb                                                      | Hinterradantrieb                                                      | Hinterradantrieb                                                      |
| Antrieb, optional                                               | –                                                                     | –                                                                     | –                                                                     | Allradantrieb                                                         | Allradantrieb                                                         | Allradantrieb                                                         |
| Beschleunigung, 0 bis 100 km/h in s                             | 9,7 [9,6]                                                             | 9,5 [9,4]                                                             | 8,2                                                                   | 8,1 [8,1]                                                             | 7,9 [8,1]                                                             | 7,0 [7,2]                                                             |
| Höchstgeschwindigkeit, km/h                                     | 218 [212]                                                             | 218 [216]                                                             | 231                                                                   | 227 [225]                                                             | 236 [233]                                                             | 248 [236]                                                             |
| Kraftstoffverbrauch nach EWG-Richtlinie, kombiniert in l/100 km | 4,5 [4,5]                                                             | 4,5 [4,4]                                                             | 4,5                                                                   | 4,8 [4,7]                                                             | 4,3 [4,6]                                                             | 5,0 [5,3]                                                             |
| CO2-Emission, kombiniert in g/km                                | 124 [124]                                                             | 124 [124]                                                             | 119                                                                   | 125 [123]                                                             | 114 [122]                                                             | 132 [138]                                                             |
| Abgasnachbehandlung, NOX                                        | –                                                                     | –                                                                     | –                                                                     | –                                                                     | –                                                                     | –                                                                     |
| Abgasnorm nach EU-Klassifikation                                | Euro 5 / Euro 6                                                       | Euro 5 / Euro 6                                                       | Euro 5 / Euro 6                                                       | Euro 5 / Euro 6                                                       | Euro 5 / Euro 6                                                       | Euro 5 / Euro 6                                                       |

* Werte in eckigen Klammern [ ] gelten für den Touring.

#### Sechszylindermodelle
|                                                                 | 525d                                                                  | 530d                                                                  | 530d                                         | 530d xDrive                                  | 535d                                      | 535d                                      | 535d xDrive                               | M550d xDrive                                               |
| --------------------------------------------------------------- | --------------------------------------------------------------------- | --------------------------------------------------------------------- | -------------------------------------------- | -------------------------------------------- | ----------------------------------------- | ----------------------------------------- | ----------------------------------------- | ---------------------------------------------------------- |
| Bauzeitraum                                                     | 01/2010–09/2011                                                       | 01/2010–09/2011                                                       | 09/2011–01/2017                              | 03/2011–01/2017                              | 09/2010–09/2011                           | 09/2011–01/2017                           | 09/2011–01/2017                           | 02/2012–02/2017                                            |
| Motortyp                                                        | N57D30                                                                | N57D30                                                                | N57D30                                       | N57D30                                       | N57D30                                    | N57D30                                    | N57D30                                    | N57D30                                                     |
| Motorart                                                        | Dieselmotor                                                           | Dieselmotor                                                           | Dieselmotor                                  | Dieselmotor                                  | Dieselmotor                               | Dieselmotor                               | Dieselmotor                               | Dieselmotor                                                |
| Motorbauart                                                     | R6                                                                    | R6                                                                    | R6                                           | R6                                           | R6                                        | R6                                        | R6                                        | R6                                                         |
| Motoraufladung                                                  | VTG Twin Scroll Turbolader (TwinPower Turbo)                          | VTG Twin Scroll Turbolader (TwinPower Turbo)                          | VTG Twin Scroll Turbolader (TwinPower Turbo) | VTG Twin Scroll Turbolader (TwinPower Turbo) | zwei Turbolader                           | zwei Turbolader                           | zwei Turbolader                           | dreistufige Turboaufladung mit variabler Turbinengeometrie |
| Gemischaufbereitung                                             | Common-Rail-Direkteinspritzung                                        | Common-Rail-Direkteinspritzung                                        | Common-Rail-Direkteinspritzung               | Common-Rail-Direkteinspritzung               | Common-Rail-Direkteinspritzung            | Common-Rail-Direkteinspritzung            | Common-Rail-Direkteinspritzung            | Common-Rail-Direkteinspritzung                             |
| Hubraum                                                         | 2993 cm³                                                              | 2993 cm³                                                              | 2993 cm³                                     | 2993 cm³                                     | 2993 cm³                                  | 2993 cm³                                  | 2993 cm³                                  | 2993 cm³                                                   |
| max. Leistung bei 1/min                                         | 150 kW (204 PS) / 4000                                                | 180 kW (245 PS) / 4000                                                | 190 kW (258 PS) / 4000                       | 190 kW (258 PS) / 4000                       | 220 kW (299 PS) / 4400                    | 230 kW (313 PS) / 4400                    | 230 kW (313 PS) / 4400                    | 280 kW (381 PS) / 4000–4400                                |
| max. Drehmoment                                                 | 450 Nm bei 1750–2500/min                                              | 540 Nm bei 1750–3000/min                                              | 560 Nm bei 1500–3000/min                     | 560 Nm bei 1500–3000/min (1)                 | 600 Nm bei 1500–2500                      | 630 Nm bei 1500–2500                      | 630 Nm bei 1500–2500                      | 740 Nm bei 2000–3000/min                                   |
| Getriebe, serienmäßig                                           | 6-Gang-Schaltgetriebe / 8-Gang-Wandler-Automatikgetriebe ZF 8HP45 (2) | 6-Gang-Schaltgetriebe / 8-Gang-Wandler-Automatikgetriebe ZF 8HP70 (2) | 8-Gang-Wandler-Automatikgetriebe ZF 8HP70    | 8-Gang-Wandler-Automatikgetriebe ZF 8HP70    | 8-Gang-Wandler-Automatikgetriebe ZF 8HP70 | 8-Gang-Wandler-Automatikgetriebe ZF 8HP70 | 8-Gang-Wandler-Automatikgetriebe ZF 8HP70 | 8-Gang-Wandler-Automatikgetriebe ZF 8HP70                  |
| Getriebe, optional                                              | 8-Gang-Wandler-Automatikgetriebe                                      | 8-Gang-Wandler-Automatikgetriebe                                      | 6-Gang-Schaltgetriebe, nur vor LCI           | -                                            | -                                         | -                                         | -                                         | -                                                          |
| Antrieb, serienmäßig                                            | Hinterradantrieb                                                      | Hinterradantrieb                                                      | Hinterradantrieb                             | Allradantrieb                                | Hinterradantrieb                          | Hinterradantrieb                          | Allradantrieb                             | Allradantrieb                                              |
| Antrieb, optional                                               | Allradantrieb                                                         | –                                                                     | –                                            | –                                            | –                                         | –                                         | –                                         | –                                                          |
| Beschleunigung, 0 bis 100 km/h in s                             | 7,2 [7,3]                                                             | 6,3 [6,4]                                                             | 5,8 [5,9]                                    | 5,7 [5,9]                                    | 5,7                                       | 5,3 [5,4]                                 | 5,1 [5,3]                                 | 4,7 [4,9]                                                  |
| Höchstgeschwindigkeit, km/h                                     | 236 [232]                                                             | 250 [243]                                                             | 250 [248]                                    | 250 [248]                                    | 250 (3)                                   | 250 (3)                                   | 250 (3)                                   | 250 (3)                                                    |
| Kraftstoffverbrauch nach EWG-Richtlinie, kombiniert in l/100 km | 6,2 [6,1]                                                             | 6,1 [6,3]                                                             | 5,7 [5,9]                                    | 5,7 [5,8]                                    | 6,1 [6,3]                                 | 5,4 [5,6]                                 | 5,6 [5,9]                                 | 6,3 [6,4]                                                  |
| CO2-Emission, kombiniert in g/km                                | 162 [160]                                                             | 160 [165]                                                             | 149 [149]                                    | 150 [154]                                    | 162 [165]                                 | 142 [148]                                 | 147 [154]                                 | 165 [169]                                                  |
| Abgasnachbehandlung, NOX                                        | –                                                                     | Speicherkatalysator (4)                                               | Speicherkatalysator (4)                      | Speicherkatalysator (4)                      | –                                         | Speicherkatalysator (4)                   | Speicherkatalysator (4)                   | Speicherkatalysator serienmäßig                            |
| Abgasnorm nach EU-Klassifikation                                | Euro 5                                                                | Euro 5 / Euro 6 (5)                                                   | Euro 5 / Euro 6 (5)                          | Euro 5 / Euro 6 (5)                          | Euro 5                                    | Euro 5 / Euro 6 (5)                       | Euro 5 / Euro 6 (5)                       | Euro 6                                                     |

* Werte in eckigen Klammern [ ] gelten für den Touring.

### Alpina
|                                                                 | B5 Edition 50            | D5 BITURBO                                                  |
| --------------------------------------------------------------- | ------------------------ | ----------------------------------------------------------- |
| Motorart                                                        | Ottomotor                | Dieselmotor                                                 |
| Motorbauart                                                     | V8                       | R6                                                          |
| Motoraufladung                                                  | Biturbo                  | Biturbo mit variabler Turbinengeometrie (Registeraufladung) |
| Gemischaufbereitung                                             |                          | Common-Rail-Direkteinspritzung                              |
| Hubraum                                                         | 4395 cm³                 | 2993 cm³                                                    |
| max. Leistung bei 1/min                                         | 441 kW (600 PS)/6000     | 257 kW (350 PS)/4000                                        |
| max. Drehmoment                                                 | 800 Nm bei 3500–4500/min | 700 Nm bei 1500–3000/min                                    |
| Beschleunigung, 0 bis 100 km/h in s                             | 4,2 [4,2]                | 5,1 [5,3]                                                   |
| Höchstgeschwindigkeit, km/h                                     | 328 [323]                | 275 [273]                                                   |
| Kraftstoffverbrauch nach EWG-Richtlinie, kombiniert in l/100 km | 9,5 [9,6]                | 5,9 [6,2]                                                   |
| CO2-Emission, kombiniert in g/km                                | 221 [224]                | 155 [163]                                                   |
| Abgasnorm nach EU-Klassifikation                                | Euro 6                   | Euro 6                                                      |

* Werte in eckigen Klammern [ ] gelten für den Touring.

## Neuzulassungszahlen
Im Segment der Oberen Mittelklasse wurden im Jahr 2013 in Deutschland 133.947 Neufahrzeuge zugelassen, davon 19,5 % an private und 80,5 % an gewerbliche Halter. Mit insgesamt 126.440 Fahrzeugen entfiel der Großteil der Neuzulassungen auf die Marken Audi, BMW und Mercedes.

In der deutschen Neuzulassungsstatistik positioniert sich der 5er-BMW gegen seine Konkurrenten folgendermaßen:
| Modell mit Erscheinungsjahr | Fahrzeuge im Gesamtjahr 2009 | Fahrzeuge im Gesamtjahr 2010 | Fahrzeuge im Gesamtjahr 2011 | Fahrzeuge im Gesamtjahr 2012 | Fahrzeuge im Gesamtjahr 2013        |
| --------------------------- | ---------------------------- | ---------------------------- | ---------------------------- | ---------------------------- | ----------------------------------- |
| Audi A6/A7 (2011)           | 32.887                       | 30.079                       | 46.076                       | 52.710                       | 40.813 davon Privatpersonen: 13,2 % |
| BMW 5er (2010)              | 34.374                       | 46.014                       | 59.756                       | 48.107                       | 44.468 davon Privatpersonen: 14,2 % |
| Mercedes E-Klasse (2009)    | 50.867                       | 67.409                       | 61.371                       | 45.840                       | 41.159 davon Privatpersonen: 31,6 % |

## Auszeichnungen
- Auto Bild Design Award 2010
- Red Dot Design Award 2010
- Designpreis der Bundesrepublik Deutschland in Silber 2011
- ADAC-Preis „Gelber Engel 2011“ in der Kategorie „Lieblingsauto der Deutschen“